# (9658) Imabari
(9658) Imabari est un astéroïde de la ceinture principale.

## Description
(9658) Imabari est un astéroïde de la ceinture principale. Il fut découvert le 28 février 1996 à Kuma Kogen par Akimasa Nakamura. Il présente une orbite caractérisée par un demi-grand axe de 2,41 UA, une excentricité de 0,19 et une inclinaison de 3,9° par rapport à l'écliptique.

## Compléments